# كفر حسن سعد
كفر حسن سعد إحدى قرى مركز طوخ التابع لمحافظة القليوبية بجمهورية مصر العربية.

## السكان
بلغ عدد سكان كفر حسن سعد 3,532 نسمة، حسب الإحصاء الرسمي لعام 2006.